# Gagarine (ville)
Pour les articles homonymes, voir Gagarine (homonymie).
Gagarine (en russe : Гагарин) est une ville de l'oblast de Smolensk, en Russie, et le centre administratif du raïon de Gagarine. Sa population s'élevait à 30 230 habitants en 2014.

## Géographie
Gagarine se trouve au bord de la rivière Gjat, à 58 km au nord-est de Viazma, à 206 km au nord-est de Smolensk et à 167 km à l'ouest de Moscou.

## Histoire
Fondé en 1719, le village acquiert le statut de ville en 1776. Jusqu'en 1968, elle s'appelle Gjatsk (en russe : Гжатск), du nom de la rivière sur les bords de laquelle elle est bâtie.
En 1968 , année de la mort accidentelle de Youri Gagarine, premier cosmonaute, né en 1934 dans la maison natale musée de Youri Gagarine du village voisin de Klouchino, à une dizaine de km au nord, la ville est rebaptisée Gagarine, en son honneur.

## Population
Recensements (*) ou estimations de la population
| 1856  | 1897* | 1913   | 1926* | 1931  |
| ----- | ----- | ------ | ----- | ----- |
| 3 800 | 6 324 | 10 500 | 8 108 | 6 300 |

| 1939*  | 1959* | 1970*  | 1979*  | 1989*  |
| ------ | ----- | ------ | ------ | ------ |
| 12 100 | 9 906 | 15 715 | 20 812 | 28 867 |

| 2002*  | 2010*  | 2012   | 2013   | 2014   |
| ------ | ------ | ------ | ------ | ------ |
| 28 789 | 31 721 | 31 256 | 30 673 | 30 230 |

## Personnalités
- Andreï Nikolaïevitch Tikhonov (1906) — mathématicien soviétique puis russe
- Nikolai Noskov (1956) — chanteur russe